# Internazionali d'Italia 2009
Gli Internazionali d'Italia 2009 sono stati la 66ª edizione dell'evento. Il torneo è classificato come ATP World Tour Masters 1000 nell'ambito dell'ATP World Tour 2009 e come Premier inserito nel WTA Tour 2009. Tutti gli incontri si sono svolti nel Foro Italico, a Roma, Italia, dal 25 aprile al 9 maggio 2009.

## Partecipanti ATP

### Teste di serie
| Giocatore             | Nazione     | Ranking al 20/04 | Testa di serie |
| --------------------- | ----------- | ---------------- | -------------- |
| Rafael Nadal          | Spagna      | 1                | 1              |
| Roger Federer         | Svizzera    | 2                | 2              |
| Novak Đoković         | Serbia      | 3                | 3              |
| Andy Murray           | Regno Unito | 4                | 4              |
| Juan Martín del Potro | Argentina   | 5                | 5              |
| Fernando Verdasco     | Spagna      | 7                | 6              |
| Nikolaj Davydenko     | Russia      | 8                | 7              |
| Gilles Simon          | Francia     | 9                | 8              |
| Jo-Wilfried Tsonga    | Francia     | 11               | 9              |
| Stan Wawrinka         | Svizzera    | 12               | 10             |
| David Ferrer          | Spagna      | 13               | 11             |
| Fernando González     | Cile        | 14               | 12             |
| Tommy Robredo         | Spagna      | 16               | 13             |
| James Blake           | Stati Uniti | 17               | 14             |
| Marin Čilić           | Croazia     | 18               | 15             |
| Radek Štěpánek        | Rep. Ceca   | 19               | 16             |

### Altri partecipanti
I seguenti giocatori hanno affrontato le qualificazioni:
- Michail Južnyj
- Juan Mónaco
- Daniel Gimeno Traver
- Jan Hernych
- Victor Crivoi
- Thomaz Bellucci
- Miša Zverev

I seguenti giocatori hanno ricevuto una wild card:
- Flavio Cipolla
- Potito Starace
- Fabio Fognini
- Filippo Volandri

## Partecipanti WTA

### Teste di serie
| Giocatrice              | Nazione     | Ranking al 27/04 | Testa di serie |
| ----------------------- | ----------- | ---------------- | -------------- |
| Dinara Safina           | Russia      | 1                | 1              |
| Serena Williams         | Stati Uniti | 2                | 2              |
| Jelena Janković         | Serbia      | 4                | 3              |
| Venus Williams          | Stati Uniti | 5                | 4              |
| Ana Ivanović            | Serbia      | 7                | 5              |
| Viktoryja Azaranka      | Bielorussia | 8                | 6              |
| Svetlana Kuznecova      | Russia      | 9                | 7              |
| Nadia Petrova           | Russia      | 10               | 8              |
| Caroline Wozniacki      | Danimarca   | 11               | 9              |
| Agnieszka Radwańska     | Polonia     | 12               | 10             |
| Marion Bartoli          | Francia     | 13               | 11             |
| Flavia Pennetta         | Italia      | 14               | 12             |
| Alizé Cornet            | Francia     | 15               | 13             |
| Jie Zheng               | Cina        | 16               | 14             |
| Anabel Medina Garrigues | Spagna      | 18               | 15             |
| Kaia Kanepi             | Estonia     | 19               | 16             |

### Altri partecipanti
Le seguenti giocatrici hanno ricevuto una wild card:
- Roberta Vinci
- Karin Knapp
- Tathiana Garbin

Le seguenti giocatrici hanno affrontato le qualificazioni:

- Ayumi Morita
- Vania King
- Jill Craybas
- Mariana Duque Mariño
- Aravane Rezaï
- Jaroslava Švedova
- Alberta Brianti
- Marija Korytceva

## Campioni

### Singolare maschile
Rafael Nadal contro  Novak Đoković con il punteggio di 7–6(2), 6–2

### Singolare femminile
Dinara Safina contro  Svetlana Kuznecova con il punteggio di 6–3, 6–2

### Doppio maschile
Daniel Nestor /  Nenad Zimonjić contro  Bob Bryan  /  Mike Bryan con il punteggio di 7–6(5), 6–3

### Doppio femminile
Hsieh Su-wei /  Peng Shuai contro  Daniela Hantuchová /  Ai Sugiyama con il punteggio di 7–5, 7–6(5)